# Mesta (distrikt)
Mesta (bulgariska: Места) är ett distrikt i Bulgarien.   Det ligger i kommunen Obsjtina Bansko och regionen Blagoevgrad, i den sydvästra delen av landet, 110 km söder om huvudstaden Sofia.
I omgivningarna runt Mesta växer i huvudsak blandskog. Runt Mesta är det ganska glesbefolkat, med 38 invånare per kvadratkilometer.